# Підгаєцька міська територіальна громада
Підгаєцька міська громада — територіальна громада в Україні, в Тернопільському районі Тернопільської области. Адміністративний центр — м. Підгайці.
Площа громади — 477,9 км², населення — 16 785 осіб (2020).
Утворена 2020 року.
21 та 22 травня 2024 року оголошено днями жалоби за військовослужбовцем Іваном Лучкою.

## Населені пункти
У складі громади 1 місто (Підгайці) і 35 сіл:
- Білокриниця
- Боків
- Бронгалівка
- Вага
- Вербів
- Волиця
- Галич
- Гнильче
- Голгоча
- Голендра
- Завалів
- Загайці
- Заставче
- Затурин
- Лиса
- Литвинів
- Мирне
- Михайлівка
- Мозолівка
- Мужилів
- Новосілка
- Носів
- Пановичі
- Поплави
- Рудники
- Середнє
- Сільце
- Сонячне
- Старе Місто
- Старий Литвинів
- Степове
- Угринів
- Червень
- Юстинівка
- Яблунівка